# 28 février 1985
Le jeudi 28 février 1985 est le 59e jour de l'année 1985.

## Naissances
- Ali Traore, joueur français de basket-ball
- Alwyn Jones, athlète australien
- Baek Ji-hoon, footballeur sud-coréen
- Benjamin Benéteau, auteur de bande dessinée français
- Carla Lockhart, femme politique
- Charles Swini (mort le 20 février 2024), footballeur malawite
- Daniela Masseroni, gymnaste rythmique italienne
- Denis Chipotko, joueur russe de volley-ball
- Denis Iejov, joueur de hockey sur glace russe
- Diego, footballeur brésilien
- Doris Schwaiger, joueuse de beach-volley autrichienne
- Dusty Collins, joueur professionnel américain de hockey sur glace
- Esther Lofgren, rameuse américaine
- Fabien Camus, footballeur tunisien et français
- Fefe Dobson, chanteuse canadienne
- Florent Ghisolfi, footballeur français
- Gabi Zanotti, joueuse de football brésilienne
- Gorica Aćimović, joueuse de handball autrichienne
- Hassan Isaac Korongo, footballeur soudanais
- Jelena Janković, joueuse de tennis serbe
- Jonathan Torres, joueur de rugby
- Lee Kang-seok, patineur de vitesse sud-coréen
- Lucila Vit, actrice argentine
- Marco Cusin, joueur de basket-ball italien
- Rin Aoki, actrice pornographique japonaise
- Rok Urbanc, sauteur à ski slovène
- Tomas Sax, joueur professionnel de hockey sur glace slovaque
- Víctor Casadesús Castaño, footballeur espagnol
- Velinda Godfrey, productrice, scénariste et actrice américaine

- John Connor (mort le 4 février 1998), personnage de fiction dans Terminator

## Décès
- Adolphe Diagne (né le 17 octobre 1907), officier du service de santé de l'armée française
- David Byron (né le 29 janvier 1947), chanteur britannique
- Ferdinand Alquié (né le 18 décembre 1906), philosophe français
- J. O. Söderhjelm (né le 3 septembre 1898), politicien finlandais

## Événements
- Des militants de l'IRA provisoire attaquent au mortier un commissariat à Newry (Irlande du Nord), faisant neuf morts, dont huit policiers [1]
- Fin de la série TV Casse-noisettes
- Fin du championnat de Suède de hockey sur glace 1984-1985
- Début des championnats du monde juniors de ski alpin 1985
- Publication de la bande dessinée Des Bleus et des dentelles
- Création de Graphics Environment Manager